# Splashdown: Rides Gone Wild
Splashdown: Rides Gone Wild (in Europa ook wel Splashdown 2: Rides Gone Wild genoemd) is een computerspel voor PlayStation 2 en mobiele telefoons. Het racespel met jetski's is ontwikkeld door Rainbow Studios en in 2003 uitgebracht door THQ. Het is het vervolg op Splashdown (2001).

## Gameplay
Het doel van het spel is om als eerste de race te beëindigen. Tijdens de race kunnen stunts uitgevoerd worden, die punten kunnen opleveren. Met die punten is het mogelijk om onder andere extra personages, outfits, jetski's en racewerelden vrij te spelen.

### Personages
De speler heeft de keuze uit twaalf verschillende racers en kan daarbij hun outfit en jetski wijzigen.
- Andy Pierce
- Haily Hollister
- Jonah Barrett
- Kyoko Takahashi
- Sha-Blamm!!
- Coral Suarez
- Amman Ra
- "Wrong Way" McNabb
- Sneaky Pete
- Zug Zug
- Rotney
- Michael Hawke

### Racewerelden
Er zijn acht racewerelden beschikbaar:
- Bermuda Blast, gebaseerd op de Bermudadriehoek
- Dino Dominion, gebaseerd op Jurassic Park
- Polar Plunge, gebaseerd op de Noordpool met veel ijs en sneeuw
- Cannonball Cove, een piratengrot
- Downtown Downpour, een overstroomde stad
- Blackwater Castle, een spookkasteel
- Gold Rush Rapids, een woestijngebied met een mijn
- Venetian Extreme, gebaseerd op de Italiaanse stad Venetië

Daarnaast kan de speler ook in diverse stadions racen.